# Federazione Italiana Biliardo Sportivo
Die Federazione Italiana Biliardo Sportivo (F.I.Bi.S. oder FIBIS) ist der nationale italienische Billardsportverband und dem Comitato Olimpico Nazionale Italiano (NOC) angeschlossen bzw. unterstellt. Sie kümmert sich um die Billarddisziplinen Karambolage, Poolbillard und Snooker, Dies schließt auch die eher in Italien verbreiteten Disziplinen Stecca (5- und 9-Kegel-Billard), Boccette (eine Art Hand-Kegelbillard, ohne Queue gespielt) und Pool 8-15 (eine von den Amerikanern nach dem letzten Weltkrieg weiterentwickelte Poolbillardvariante mit Kegeln, kombiniert, bzw. abgeschaut vom Stecca) ein.

## Geschichte
Die erste Landesmeisterschaft fand bereits 1935 statt (Stecca), jedoch noch ohne Nationalverband. Dieser (FIBA) wurde erst vom Direktor der ENAL (Ente nazionale assistenza lavoratori), Vercelli gegründet. Die ENAL war auch 1958 ideenstiftend bei der Gründung der FIAB (Federazione italiana amatori biliardo), diesmal in Turin, deren Präsident Filippo Spinosa die erste italienische Meisterschaft unter der föderalen Ägide einweihte. Das Hauptquartier wurde 1961 nach Rom verlegt. 1964 waren 184 Vereine mit über 5000 Mitgliedern angeschlossen. Unter dem Vorsitz von Luigi Angoli, der bis 1967 mit Giulio Giovannini im Sekretariat im Amt blieb, wurde das Bundesstatut für eine demokratische Entwicklung des Gremiums anerkannt. 1969 trafen Präsident Amedeo Avallone, FIBA und FIAB eine Vereinbarung und gründeten die FIBIS, die heute circa 12.000 Mitglieder zählt. Unter dem Mailänder Unternehmer Rinaldo Rossetti, der 1971 als Stadtrat zurückgetreten war, gründete sich ein neuer Verband FIABS (Federazione italiana amatori biliardo sport). Am 1. Juli 1979 wurden beide Verbände vereinigt und zählten nun 1.500 Vereine mit circa 30.000 aktiven Spielern.

## Aufgaben
Wie alle Nationalverbände kümmert sich die FIBIS um die nationalen Belange seiner Mitglieder/Spieler, richtet Nationalmeisterschaften aus und entsendet bzw. nominiert Spieler für internationale Wettbewerbe wie Welt- und Europameisterschaften.

## Mitgliedschaften
- World Confederation of Billiard Sports (WCBS)
- European Confederation of Billiard Sports (ECBS)
- Union Mondiale de Billard (UMB)
- World Pool-Billiard Association (WPA)
- International Billiards & Snooker Federation (IBSF)
- Confédération Européenne de Billard (CEB)
- European Pocket Billiard Federation (EPBF)
- Confédération International de Billard Artistique (CIBA)

Quellen:

## Übergeordnete Verbandsstrukturen
|  |

|  |

|  |